# ロスト・ホームランド
ロスト・ホームランド（LOST HOMELAND）は、1998年2月21日に発売された、ソウル・フラワー・ユニオンの中川敬のソロ・プロジェクト、ソウルシャリスト・エスケイプのアルバム。

## 解説
1997年、ソウル・フラワー・ユニオンは伊丹英子の耳の持病（音響性外傷）の悪化に伴い活動を一年間停止するが、その期間、中川敬はソロ・プロジェクトとしてソウルシャリスト・エスケイプを始動させた。
中心メンバーは、シカラムータの大熊ワタル、サム・ベネット。よって、この二人の人脈が活かされ、船戸博史、桜井芳樹、清水一登、千野秀一、関島岳郎、向島ゆり子、片山広明らが本作のレコーディングに参加している。基本は、中川の歌の世界であり、そういう意味ではソウル・フラワー・ユニオンやニューエスト・モデルなどに繋がる路線と言えるのだが、サム・ベネットのヴォーカル曲「ゴーン (ホーム)」や、ビクトル・ハラのカバー「ラ・パルティーダ」、アルバート・アイラーの代表曲をメドレーにした「アイラー・チンドン」など、参加メンバーの個性が表れた作風となっており、翌年に行なわれた全国ツアーでも参加メンバーを活かした雑多な楽曲が演奏された。
また、中川と大熊は本作のプロジェクトでドーナル・ラニーのバンドとも共演しており、「満月の夕」はイギリスのバースにあるピーター・ガブリエルの「リアル・ワールド・スタジオ」で録音された。この時の、ドーナル・ラニー・クールフィンとのレコーディング・セッションは、「ソウル・フラワー・ウィズ・ドーナル・ラニー・バンド」名義で『マージナル・ムーン』というミニ・アルバムとして全曲のちに発表されている。
本作に収録されている楽曲を中川自身相当気に入っているようで、「潮の路」「おんぼろの夜明け」「おやすみ」「日食の街」「夜に感謝を」「落日エレジー」などは度々、ソウル・フラワー・ユニオンやソウル・フラワー・アコースティック・パルチザンのライヴのセット・リストに加わっている。

## 収録曲
1. ロスト・ホームランドのテーマ THEME FROM LOST HOMELAND
2. 潮の路 SHIO NO MICHI (SEA ROAD)
3. おんぼろの夜明け ONBORO NO YOAKE (RAGGED DAYBREAK)
4. おやすみ OYASUMI (GOOD NIGHT)
5. 日食の街 NISSHOKU NO MACHI (CITY OF ECLIPSE)
6. 満月の夕 MANGETSU NO YUBE (A FULL MOON EVENING)
7. アイラー・チンドン AYLER CHING-DONG
8. ニュー・モーニング NEW MORNING
9. 夜に感謝を YORU NI KANSHA WO (A THANKS-GIVING TO THE NIGHT)
10. ゴーストーリー GHOSTORY
11. 落日エレジー RAKUJITSU ELEGY (SUNSET ELEGY)
12. ゴーン (ホーム) GONE (HOME)
13. ラ・パルティーダ LA PARTIDA (THE DEPARTURE)
14. 短距離走者の孤独 TANKYORI-SOSHA NO KODOKU (THE LONELINESS OF A SHORT DISTANCE RUNNER)

## 備考
- M-2 ドーナル・ラニー・クールフィンとのレコーディング曲
- M-5 梁石日 の小説『夜を賭けて』にインスパイアされて中川敬が書いた曲
- M-6 ドーナル・ラニー・クールフィンとのレコーディング曲
- M-7 アルバート・アイラーの代表曲のメドレー
- M-13 ビクトル・ハラのカバー
- M-14 1997年12月12日発売のシングル曲